# 山田浩
山田 浩（やまだ ひろし、1956年8月 - ）は、日本の医師、医学者・薬学者（応用薬理学）。静岡県立大学薬学研究院医薬品情報解析学講座特任教授。博士（医学）（自治医科大学・1994年）。

## 概要
1981年、自治医科大学卒業。静岡県立総合病院にて研修。焼津市立総合病院や共立菊川病院小笠診療所にて内科医としてキャリアを積んだのち、自治医科大学大学院に入学。1994年、同大学院修了。学位論文は「大脳基底核-特に被殻-の機能に関する研究:薬物刺激による発現するジストニアの神経機序について」。スウェーデンに留学。
帰国後は聖隷浜松病院総合診療内科医長、部長、治験事務局長などを歴任。浜松医科大学医学部附属病院の臨床研究管理センター助教授を務めたのち、静岡県立大学に移り、薬学部、薬学研究科で、医薬品情報解析学に関する授業を担当した。

## 研究
神経内科を専門としている。薬学者としては、臨床薬理学、神経内科学、内科学、医薬品情報学、治験・医薬品開発学、臨床統計学など、主として応用薬理学に関する分野を専門としている。
緑茶などに含まれるカテキンに注目。老人ホームや病院を対象に、緑茶カテキンの使用の有無でインフルエンザの発症率に違いがあるか数年がかりで調査。その結果、カテキンを使用した場合の感染率は1.3%、使用しなかった場合は10.4%だったという。東京都の老人ホームでは、山田の協力の下、入所者に対し緑茶を使用したケアを実施している。これらの結果に基づき、山田は「緑茶に含まれるカテキンにはインフルエンザ・ウイルスのカラダへの侵入を防ぐ効果が見込めます。具体的には、ウイルスに吸着し、のどの粘膜にくっつくことを防ぐ作用がある」としている。カテキンの効能については、現在も疫学調査を継続している。

## 薬価についての主張
日本の薬価の算定方法に対して異論を唱えており、「薬価は本来、開発経費で決まるもの。経費などを無視して価格設定する状況は改善すべき」と主張している。たとえば、大日本住友製薬の抗てんかん薬「エクセグラン」とパーキンソン病治療薬「トレリーフ」は、同一成分にもかかわらず100倍を超える価格差がある点を問題視しており、「同じ成分でこれほど価格差が生じた例は聞いたことがない」と述べている。

## 略歴
- 1981年 - 自治医科大学医学部卒業。
- 1981年 - 静岡県立総合病院勤務。
- 1983年 - 焼津市立総合病院勤務。
- 1986年 - 共立菊川病院小笠診療所所長。
- 1994年 - 自治医科大学大学院修了。
- 1994年 - 自治医科大学医学部助手。
- 1994年 - カロリンスカ研究所留学。
- 1997年 - 聖隷浜松病院総合診療内科医長。
- 1998年 - 聖隷浜松病院総合診療内科部長・治験事務局長。
- 2001年 - 浜松医科大学医学部附属病院臨床研究管理センター助教授。
- 2005年 - 静岡県立大学薬学部教授（医薬品情報解析学分野）。
- 2005年 - 静岡県立大学大学院薬学研究科教授。
- 2022年3月同大、退職[6]。4月より特任教授（2023年より茶健康科学講座兼務）
- 2024年4月より現職

## 著作
- 山田浩・中野真汎・鈴木千恵子編集『すぐに役立つ! 治験コーディネーターCRCスキルアップ実践マニュアル』メディカル・パブリケーションズ、2006年。ISBN 4902007126
- 中野重行監修・編集、小林真一・山田浩・井部俊子編集『創薬育薬医療スタッフのための臨床試験テキストブック』メディカル・パブリケーションズ、2009年。ISBN 9784902007084